# Kokotsha
Kokotsha è un villaggio del Botswana situato nel distretto di Kgalagadi, sottodistretto di Kgalagadi South. Il villaggio, secondo il censimento del 2011, conta 1.224 abitanti.

## Località
Nel territorio del villaggio sono presenti le seguenti 11 località:
- Humutu di 112 abitanti,
- Janeng,
- Klarface/Botsalano di 3 abitanti,
- Kokotshana di 14 abitanti,
- Manong di 1 abitante,
- Marakajwa di 69 abitanti,
- Minorsalt di 10 abitanti,
- Morabeng,
- Motlhabaneng,
- Peloebotlhoko di 37 abitanti,
- Tsong di 18 abitanti